# Christgau's Record Guide: Rock Albums of the Seventies
Christgau's Record Guide: Rock Albums of the Seventies è una raccolta di recensioni di ambito musicale del giornalista musicale e saggista statunitense Robert Christgau. È stato pubblicato per la prima volta nell'ottobre 1981 da Ticknor & Fields.
Il libro raccoglie circa 3000 brevi recensioni di album scritte da Christgau, la maggior parte delle quali sono state originariamente scritte per la sua rubrica "Consumer Guide" sul periodico The Village Voice negli anni '70. Le voci presentano dettagli sull'uscita di ogni disco e coprono una varietà di generi legati alla musica rock.
Le recensioni di Christgau sono ispirate da un interesse per le dimensioni estetiche e politiche della musica popolare, dalla convinzione che possa essere consumata in modo intelligente e dal desiderio di comunicare le sue idee ai lettori in modo divertente, provocatorio e compatto. Molte delle recensioni più vecchie sono state riscritte per la guida per riflettere le modifiche della sua prospettiva e la maturazione dell'approccio stilistico.
La guida è stata accolta positivamente dalla critica, guadagnandosi elogi per la sua vasta discografia, il giudizio di Christgau e la sua scrittura colorita. I revisori hanno anche notato i commenti analitici, il linguaggio conciso e le battute critiche. Punto fermo delle opere di riferimento dell'era rock, Christgau's Record Guide è diventato molto popolare nelle biblioteche come fonte per studi sulla musica popolare e come guida autorevole per colleghi critici, collezionisti di dischi e negozi di musica, influenzando lo sviluppo di standard critici per la valutazione della musica. Successivamente è apparso in diversi elenchi di esperti della migliore letteratura musicale popolare.
Christgau's Record Guide è stata ristampata più volte in forma di libro e successivamente sul sito web di Christgau nella sua interezza. Sono state pubblicate altre due raccolte derivate dalla rubrica "Consumer Guide", che raccolgono le sue mini recensioni degli anni '80 e '90, rispettivamente.